# Hypericum polyphyllum
Hypericum polyphyllum är en johannesörtsväxtart. Hypericum polyphyllum ingår i släktet johannesörter, och familjen johannesörtsväxter.

## Underarter
Arten delas in i följande underarter:
- H. p. polyphyllum
- H. p. subcordatum